# Vasdavidius indicus
Vasdavidius indicus là một loài côn trùng cánh nửa trong họ Aleyrodidae, phân họ Aleyrodinae.
Vasdavidius indicus được David & Subramaniam miêu tả khoa học đầu tiên năm 1976.